# ادبیات کودکان

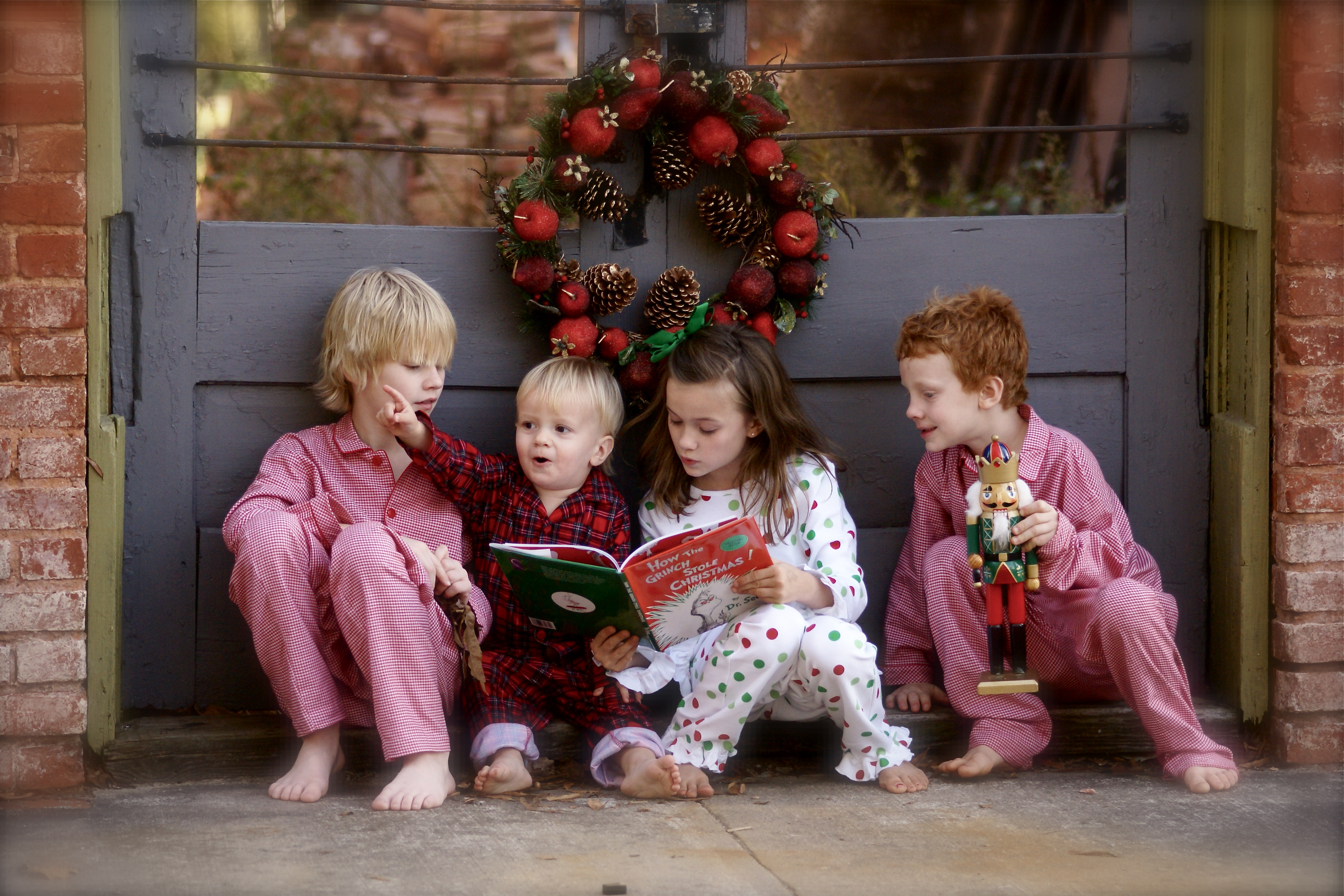
چهار کودک در حال کتاب خواندن

ادبیات کودک و نوجوان گونه‌ای از ادبیات است که جداسازی آن از بخش‌های دیگر ادبیات با سن مخاطبان آن انجام می‌شود. این گونهٔ ادبی هنگامی پدید آمد که بزرگسالان متوجه شدند کودکان و نوجوانان به سبب گنجایش‌های شناختی و ویژگی‌های رشدی خود آمادگی پذیرش متن‌های بزرگسال را ندارند و به متن‌هایی نیاز دارند که پاسخگوی دورهٔ رشد و نیازهای آن‌ها باشد.

## ویژگی‌ها
کودکان خردسال به متن‌هایی آهنگین و کوتاه مانند لالایی‌ها و ترانه - متل‌ها و ترانه‌های آهنگین واکنش بیشتری نشان می‌دهند. هرچه گروه سنی مخاطبان بالاتر برود، آن‌ها کم‌کم می‌توانند داستان‌هایی را با واژگان بیشتر بشنوند. ویژگی دیگر ادبیات کودک و نوجوان در این است که با سطح سواد کودکان پیوند دارد. کودک نوآموز تنها می‌تواند متن‌های ساده را بخواند و بفهمد. هرچه سواد او بیشتر می‌شود، متن‌هایی با دایرهٔ واژگانی گسترده‌تر را درک می‌کند. کودکانی که به مرز نوجوانی و پس از آن می‌رسند می‌توانند رمان‌های متناسب با نیازهای خود را مطالعه کنند.
امروزه این رمان‌ها اغلب در قالب فانتزی‌ها یا داستان‌های علمی و تخیلی منتشر می‌شود. البته داستان‌های واقع‌گرایی که بازتاب‌دهندهٔ احساسات و درگیری‌های زیستی و اجتماعی نوجوانان در موضوعاتی مانند جدایی پدر و مادر، مرگ نزدیکان، بیماری‌ها و عشق‌های دورهٔ نوجوانی است نیز به فراوانی منتشر می‌شود.
کودک می‌تواند سعادت از دست رفته جامعه جدید را برگرداند و در عین حال عاملی باشد برای کسب دوباره آن.
کودکان دارای دو خصوصیت متضاد از هم هستند فاقد (قدرت) هستند و منجی جهانند. اگر جامعه به دنبال ارزش‌های نوین باشد باید دستان خود را به سوی کودکان دراز کند. بنا به گفته پروفسور هوگارت :ادبیات کشف می‌کند بازآفرینی می‌کند و در جست و جوی معناست؛ سپس کودک در کنار ادبیات قرار می‌گیرد. ادبیات کودک آغاز معینی ندارد. از زمانی که مادر و طفلش وجود داشته‌اند شکلی از ادبیات خلق شده‌است.ماکسیم گورکی می‌گوید: نیروهای مؤثر برای آموزش یک فرد عبارتند از هنر و علم که هر دو در ادبیات وجود دارد
آموزش هنر است مخصوصاً اگر آموزش کودکان باشد. هنرمندان تنها افرادی هستند که تا اندازه‌ای به وجود واقعی و شرطی نشده کودکان نزدیک هستند.
ادبیات کودک را رهبری می‌کند و موجب تقویت اندیشه او می‌شود. راهنمایی‌های اخلاقی تنبیه یا تشویق؛ تربیت شخص؛ ایجاداعتماد به نفس
ارضای نیازهای ذهنی و عاطفی و لذت بردن از دستاوردهای ادبیات اند، #ادبیات عامل وحدت همه کودکان جهان به حساب می‌آید.
هنرمندان با مراجعه به ضمیر ناخودآگاه و زنده کردن خاطرات احساسات درونی و رویاهای خود سعی می‌کند ذهن خود را پاک و آزاد کرده و با چشم و دل کودکی به دنیای کودکی قدم بگذارند. ادبیات کودک با او زاده می‌شود و در تمام دوران کودکی کنار اوست.

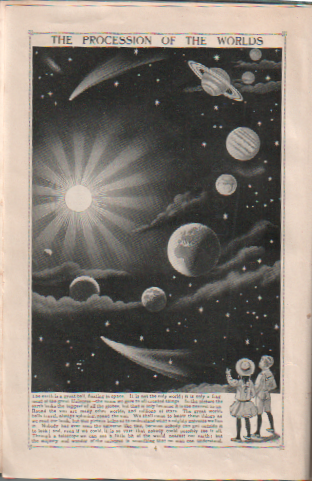

 در واقع ادبیات کودکان زبانی است که مارا با گذشته خود اشنا می کند و مارا به یاد کودکی خود می اندازد . که زمانی کودک بودیم و الان بزرگ شدیم و متاسفانه کودک درون را بخاطر بزرگسالی خاموش کردیم . صد حیف که کودک درون را خاموش کردیم.این سخن من نیست سخن هزاران استاد از جمله احمد رضی و مصطفی رحمان دوست و رابعه معروف به گلچین که باشکر باز باران با ترانه ما را به حال کودکی یاد اور و اینکه کودکی چیزی است که وقتی رفت به دست نمی اد . شفاف زلال مثل اب روان با کمترین چیز قناعت بر خلاف بزرگسالان که چنین نیستند.

## گونه‌شناسی

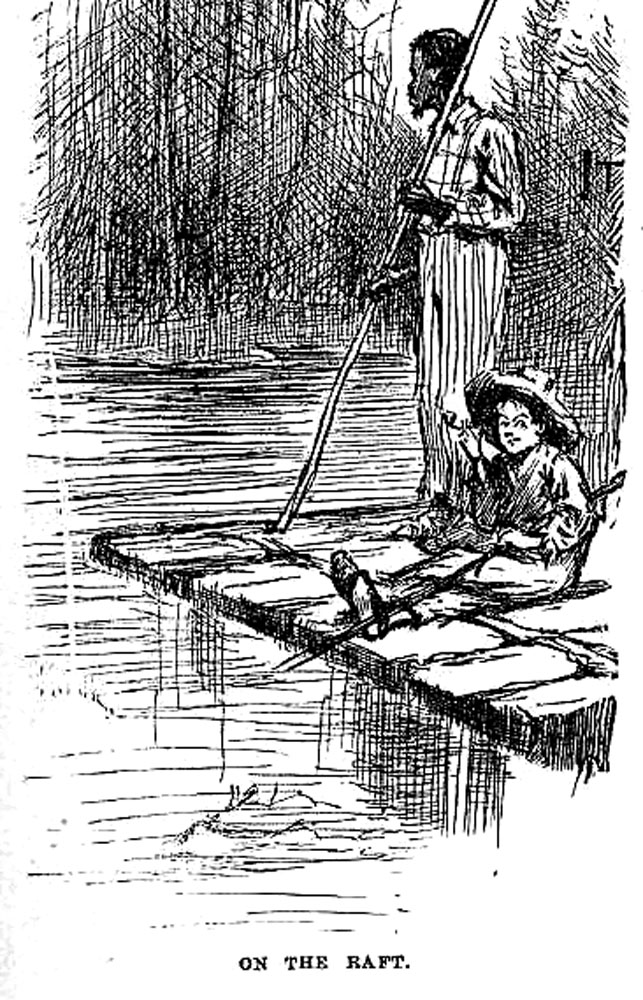
هکلبری فین

ادبیات کودک و نوجوان گونه‌های متنوعی دارد؛ از داستان‌های مصور گرفته تا داستان‌های فانتزی که امروزه از رایج‌ترین گونه‌ها در این حوزه است. شعر و ادبیات منظوم نیز بخش گسترده‌ای از ادبیات کودکان و نوجوانان را می‌سازد. همچنین افسانه‌های کهن گونه‌ای گسترده‌است که به فراوانی در اختیار این گروه سنی قرار می‌گیرد. افسانه‌های نو که آفرینندهٔ آن را هانس کریستین آندرسن.
بخش چشمگیری از ادبیات کودک را ادبیات غیر داستانی می‌سازد که اغلب به آن کم‌تر توجه می‌شود. حجم بزرگی از نوشته‌هایی که کودکان می‌خوانند از جمله کتاب‌های درسی، کتاب‌های علمی-آموزشی و دانش‌نامه‌ها از گونه‌های مختلف ادبیات غیرداستانی است. ایرج جهانشاهی با انتشار مجلات پیک و توران میرهادی به همراه گروهی از متخصصان با انتشار فرهنگنامه کودک و نوجوان، ادبیات غیر داستانی کودک را در ایران رونق بخشیدند.

## دفتر خاطرات در ادبیات کودک
شخصیت نوجوان داستان‌ها برای بیان افکار محرمانه خود یا افکار آزاردهنده از دفتر خاطرات استفاده می‌کنند. در این مکان خاص که محل یادداشت‌های خصوصی است، گذر از تمامی مراحل سخت تصمیم‌گیری توصیف می‌شود. این دفتر پر از رازهای درونی است. در زیر این پوشش که جز خود به کس دیگر نمی‌توان اعتماد کرد نوجوان فضایی را می‌آفریند که خواننده خود را در آن می‌یابد.
فهم این نوشته‌ها آن قدر که به نظر می‌رسد آسان نیست. چون شخصیت داستان همیشه به یک ساختار اهمیت نمی‌دهد. برای مثال در روایت یک چیز نوع نوشتار از نوجوانی به نوجوان دیگر فرق می‌کند؛ اما ساختار آن مثل یادداشت‌های خصوصی است و اینجاست که نزدیکی بین نامه‌ها و یادداشت‌های خصوصی معلوم می‌شود. نهایتاً (گرایش) نوجوان به نوشتن در یک برهه از زمان عموماً به یک جست و جو ارتباط دارد او به دنبال ابراز وجوداست.
- الف) اشکال مختلف نوشتن:

شخصیت نوجوان روش خاصی را برای نوشتن انتخاب نمی‌کند. آن‌ها روشی را برمی‌گزینند که به نوشتن سوقشان بدهد. با این وجود می‌توان تفاوت‌هایی بین نوشته‌ها در نظر گرفت. خاطره‌نویسی با نامه نگاری متفاوت است. چون نامه‌ها هرچند که محرمانه باشند برای یک مخاطب نوشته می‌شود. نوجوانان دارای سطحی از زبان هستند که با سن آن‌ها مطابقت دارد. آن‌ها بین افکار کودکی ونوجوانی در نوسان به سر می‌برند بنابراین زبان آن‌ها متأثر از این نوسان است. عامل مهمی که برنوع نگارش تأثیر می‌گذارد تنها (مخاطب) است. اگر نوجوان خواننده‌ای رابرای نوشته‌هایش درذهن داشته باشد نمی‌تواند به توصیف خود بپردازد.
- ب) شرایط نوشتن:

گرچه انواع مختلفی از نوشتار وجود دارد؛ اما باید شرایط متفاوتی هم حاکم باشد تا این نوشته‌ها بتوانند متولد شوند.
شرط اول:گذراندن مرحله‌ای مهم از زندگی:
برای ماتیلد در داستان نامه‌های محرمانه این مسئله کاملاً واضح است. او در این دوران اولین عشق بزرگ خود زندگی می‌کند. پاسکال در داستان دختر عابر هم دراین شرایط است. تنها فرق او این است که کمی از دیگر شخصیتها بزرگتر است و رابطه عاشقانه‌ای را که تشریح می‌کند متفاوت است.
شرط دوم:نیازبه اعتماد به نفس:
این مرحله بسیار سخت است. خود نوجوان تصور می‌کند که هیچ‌کس دراطراف او نمی‌تواند شنونده حرفهایش باشد.
این مانع می‌تواند ناشی از ارتباط ساده والدین ونوجوان باشد که اجازه هیچ حرفی رابه او نمی‌دهد. اینکه فردی چیزهایی که دراعماق قلبش هست به کسی نگوید او را در نظر دیگران فردی خوددار و محکم جلوه می‌دهد و البته او را به سمت نوشتن سوق می‌دهد. می‌توان گفت که میل به کسب اعتماد به نفس برگرفته از سنگینی امور روزانه است. نوشتن قبل از هرچیز پیدا کردن وسیله ایست برای تخلیه فشار روحی که گاهی غیرقابل تحمل است. پس دفتر خاطرات کلید اسرار درونی هر فرد است. هرآنچه را نمی‌توان گفت فوراً تبدیل می‌شود به یک راز. این رازها گاه می‌توانند بی‌معنی باشند وگاه بار معنایی زیادی دارند. لحن آن‌ها همیشه شدید است؛ چون هرچه که ازنظر شخصیت داستان راز محسوب می‌شود، قسمتی از وجود خود اوست. آن‌ها به محض بازگو کردن رازشان در دفتر خاطرات ذهنشان آزاد است.
- ج) ابراز وجود:

مفهوم راز این است که به دلایل شخصی قابل بازگویی نیست؛ بنابراین اگر کسی نتواند چیزی را بازگو کند نشان دهنده آن است که می‌داند هرچیزی را نباید گفت. اگر پیر درکتاب مکاتبات غیرممکن به کیت بگوید که تو (خیلی بدترکیبی) نتیجه این حرف برهم زدن دوستی آن‌ها می‌شود. خاطره‌نویسی اجازه می‌دهد آنچه را که نمی‌توان گفت بگوییم و از این اعتراف درونی که نمی‌تواند دربیرون اتفاق بیفتد بهره ببریم. این کار یک مهارت است که به ما آموزش می‌دهد درون خود را از تنش‌ها بزداییم.
عمل نوشتن برای نوجوان متد و روشی است برای آزاد شدن از وابستگی به پدر و مادر است. البته باید گفت این روش مستقل شدن برای رشد هر شخص لازم است. پس از حل مشکلات نوشتن پایان می‌پذیرد. پس نوجوان با بیرون آمدن از دفترچه خاطرات بزرگ می‌شود و موفق می‌شود بر اتفاقات و عواطفی که دردناک بوده غلبه کند و تمام این کارها بدون کمک والدین است؛ بنابراین دفتر خاطرات در ادبیات کودک چیزی بیشتر از یک وسیله برای بیان احساسات است این وسیله امکان می‌دهد تا شخصیت نوجوان شکل گیرد. خاطره‌نویسی هم تکیه‌گاه است وهم وسیله ابراز وجود؛ بنابراین استفاده از یادداشت‌های خصوصی در یک داستان تکوین است در این مفهوم که راهکارهایی به نوجوان می‌نماید و ساختاری از افکار را برایش ترسیم می‌کند و شاید هم به او انگیزه نوشتن می‌دهد حتی اگر برای درد دل باشد.

## درون مایه مرگ در ادبیات کودک
طرح مشکل مرگ در کتاب کودکان برای نویسندگان دشوار است. چون این موضوع برای کودکان ناراحت‌کننده است و ضمناً توضیح آن مشکل می‌باشد.
اغلب کودکان درذهن خود برداشت خاصی نسبت به مرگ دارند. در سنین نه تا ده سالگی می‌فهمند که مرگ واقعیتی گریز ناپذیر است و کسی که می‌میرد هرگز به دنیا برنمی‌گردد. علاوه بر این کودکان تاحدی در زندگی روزمره بامرگ آشنا هستند؛ مثلاً تجربه مرگ پدربزرگ یا یک دوست.
سکوت در برابر سؤال کودک برای او ترس‌آورتر از دانستن یک واقعیت تلخ است؛ چرا که حقیقت را می‌توان پذیرفت و بر آن غالب شددر حالی که سکوت کابوس‌هایی برای کودک خلق می‌کند.
- مرگ موضوع اصلی یا فرعی

داستان‌هایی که مرگ موضوع اصلی آنهاست اکثراً برای نوجوانان نوشته می‌شود؛ چون موضوع این داستان‌ها عزا تشریح مراسم تدفین و عقاید مذهبی گفته می‌شود. بالتوس کجا رفته‌است؟ کتابی است از دروین ودلافونکه در آن (ویکتور) می‌خواهد بداند دوستش بالتوس بعد از مرگ کجا رفته‌است. این کتاب جستجویی است برای معنای مرگ که برای کودکان مثل یک راز است.
- داستان واقعی یا داستان خیالی

باتوجه به تمایلات کودکان عصر حاضر داستان‌های واقعی نسبت به خیالی با استقبال بیشتری روبه رو می‌شود. شخصیتهای غیر واقعی در داستان کودکان سن پایین بسیار دیده می‌شود. چرا که به کمک آنان می‌توان موضوعات پیچیده را مطرح کرد.
عناصر خیالی می‌توان به رؤیا و سفرهای خیالی به دنیاهای دیگر نام برد که شخصیتها در آن با آدم‌های عادی فرق می‌کنند. دراین داستان‌ها کودکی که شخصیت اصلی است می‌میرد مثل توماس‌ودنیای ماورایی نوشته دئون دلسر
- چه کسانی در داستان‌های کودکان می‌میرند

مثل زندگی واقعی گاهی مرگ درست موقعی از راه می‌رسد که فرد در اوج زندگی است.
مرگ تنها به سراغ مادربزرگ‌ها و آشنایان پیر نمی‌آید؛ بلکه والدین کودکان هم می‌میرند. پذیرش مرگ آن‌ها بسیار مشکل است به خصوص در دنیای امروز که مرگ ومیر به خاطر رشد علم کمتر شده بارها شده‌است که نویسندگان برای نزدیک شدن به موضوع مرگ حیواناتی را مطرح می‌کنند که دوست کودکانند.
در داستان مادر بزرگ با پرنده‌های کولون دوستی بین بروژیت و پرنده فیرو دست مایه قرار می‌گیرد که زندگی اش با اسیر شدن در چنگ گربه پایان می‌یابد
- چرا شخصیت‌های داستان می‌میرند؟

شخصیت داستان کودکان به دلایل متفاوت می‌میرند از دلایل متداول بیماری است مخصوصاسرطان. احتیاط نویسنده را از نوشتن لفظ ان برحذر میداردوبیماری را با کنایه و توصیف بیان می‌کنند.
از دیگر بیماری‌ها بیماری قلبی است آلزایمر و اخیراً ایدز است که مستقیماً نمی‌توان عنوان آن‌ها را نام برد.
خودکشی نیز موضوع تلخی است هلن منتارد درکتاب انتهای بادبادک این معضل را به ظرافت بیان کرده. بعد از مرگ پدر عرصه زندگی برای ماتیو برادرش و مادرش سخت می‌شود نشانه امید در زندگی انه بادبادک است بادبادک همیشه در حال اوج گرفتن است پیامی که نویسنده می‌خواهد به کودک بدهد این است که بعد مرگ زندگی ادامه پیدا می‌کند و باید ادامه پیدا کند.
اکثر آن‌ها می‌خواهند از روش دلداری استفاده کنند این امیدی است که دین می‌دهد و پایه آن ایمان به آخرت است طرح معضل مرگ برای کودک به این خاطر است که به آنان یاد دهیم به زندگی ارج نهند و قدرش را بدانند

## رشته ادبیات کودک و نوجوان
رشته ادبیات کودک و نوجوان در مقطع کارشناسی ارشد در دانشگاه شیراز ایجاد شد و یک سال پس از آن در دانشگاه شهید بهشتی نیز به گروه ادبیات فارسی افزوده شد. در این رشته دانشگاهی ادبیات کودک و نوجوان بررسی می‌شود.